# A víz érintése
A víz érintése (eredeti cím: The Shape of Water) egy 2017-ben bemutatott amerikai romantikus fantasyfilm Guillermo del Toro rendezésében. Főszerepben Sally Hawkins, Michael Shannon, Richard Jenkins és Octavia Spencer. A filmet tizenhárom kategóriában jelölték Oscarra, amelyből elnyerte a legjobb rendező, a legjobb film, zene és látványtervezés díját. A produkciót a Velencei Nemzetközi Filmfesztiválon mutatták be először, ahol elnyerte a fesztivál nagydíját, az Arany Oroszlánt.
Del Toro ötlete az 1954-es A fekete lagúna szörnye című filmből származott, amelynek főszereplői szintén egy fiatal hölgy és egy idegen lény. Del Toro szívesen látta volna a két főszereplőt együtt, ezért felvette a kapcsolatot a Universal Picturesszel. A stúdió azonban nem adott neki engedélyt, ezért del Toro felkereste a 20th Century Foxot, és egy másik szemszögből, az idegen lény felől próbálta megközelíteni a koncepciót.

## Cselekmény
|  | Alább a cselekmény részletei következnek! |

Időszak: a hidegháború kezdeti időszaka.
Elisa Esposito árva kislány volt, akit egy folyóból mentettek ki; a nyakán párhuzamos vágások voltak. Talán ennek következményeként a lány néma, ezért jelbeszéddel érintkezik a környezetével, például a szomszédban lakó, Giles nevű férfival, vagy a barátnőjével, Zeldával, akivel közösen takarítanak egy titkos katonai bázison, Baltimore közelében. Elisa egyedül él egy mozi fölötti lakásban. Giles reklámgrafikák eladásából próbál megélni, de nehezen megy neki a dolog. Giles amiben tud, segít a lánynak, baráti kapcsolatban vannak egymással. Zelda afro-amerikai, és tolmácsolja a többieknek Elisa jelelését.
Egyik nap a katonai bázisra egy kisebb tartályban ismeretlen élőlényt szállítanak, ami erőszakosan viselkedik. A lényt valahol Dél-Amerikában fogták ki egy folyóból, Richard Strickland ezredes személyes vezetésével, aki a lény természetének kivizsgálását irányítja. Elisa kíváncsi a lény kinézetére és észreveszi, hogy az egy emberszabású, de vízi élőlény. Naivan főtt tojást ad neki, majd gramofonról zenét játszik, ami elnyeri a lény tetszését, ami csak morgó vagy üvöltő hangot tud kiadni, amikor az ezredes egy elektromos sokkolóval próbálja vallatni. Elisa azonban a bizalmasává válik, és titokban látogatni kezdni a tartályánál, majd a medencéjénél, amiben láncra verve tartják, hogy ne tudjon megszökni.
A kutatás csak annyit derít ki a lényről, hogy a víz alatt képes hosszabb ideig lélegezni és a levegőben is egy rövid ideig. Strickland gúnyosan megjegyzi, hogy a bennszülött indiánok istenként tisztelték. Stricklandot a felettese, Frank Hoyt tábornok arra utasítja, rendelje el a lény élve boncolását, hogy a testfelépítéséről és annak működéséről többet tudjanak meg, mivel reményei szerint ezzel előnyre tennének szert az oroszokkal szemben az űrversenyben. Az egyik tudós, Robert Hoffstetler (aki titokban az oroszokkal működik együtt, valódi neve Dimitrij Moszenkov), tiltakozik a lény élve boncolása ellen, mivel az elpusztítaná, és nem lehetne tovább tanulmányozni. Ugyanakkor szovjet megbízóitól a lény azonnali elpusztítására kap parancsot, hogy az amerikaiak ne tudják az élőlényt megvizsgálni.
Amikor Elisa értesül a megsemmisítési tervről, azonnal szervezni kezdi a lény megszöktetését. Meggyőzi Gilest, hogy segítsen az akcióban való részvételével, illetve hamis igazolvány megrajzolásával.
Moszenkov észreveszi Elisát elbújva abban a teremben, ahol a lényt tartják, és megfigyeli, amint kapcsolatba lép vele, így számára is világos, hogy értelmes lényről van szó. Azonban az ezredest és a tábornokot nem tudja meggyőzni, hogy tartsák életben a lényt és úgy folytassák a vizsgálatát.
Zelda eleinte nem akar belemenni a szöktetésbe, de meggondolja magát, mivel látja, hogy Elisának mennyire fontos a lény életben tartása, így egy Giles által vezetett teherautóban megszöktetik a lényt és Elisa lakására viszik, ahol a fürdőszobában, a vízzel teli kádban helyezik el, amibe konyhasót tesznek, Moszenkov tanácsára.
Elisa úgy tervezi, hogy szabadon engedi a lényt a közeli tenger felé egy mesterséges csatornán, amit a nagyobb esőzések megkezdése után rendszerint megnyitnak. Ez pár nap múlva esedékes, amit bejelöl a fali naptárába.
Strickland minden áron szeretne a lény nyomára bukkanni, ezért sorban kihallgatja az alkalmazottait, mert sejti, hogy egy belső ember segített a szökésben (az egyik biztonsági kamerát előzőleg elforgatta Elisa, mert látszott volna rajta a teherautó).
Elisa távollétében Giles vigyáz a lényre (aki természetesen már nincs megkötözve), és egyszer elszörnyedve veszi észre, hogy a lény leharapta az egyik macskájának a fejét. A lény megtámadja őt, megsebesíti a karján, majd kirohan az ajtón. Giles értesíti Elisát telefonon, ami a folyosón van, és Elisa a lenti moziban találja a lényt, amint az éppen vetített filmet nézi a néptelen nézőtéren. Visszakíséri a nyugodtan viselkedő lényt a kádhoz. Giles nem tud a lényre haragudni. A lény megérinti Giles karját, majd megérinti Giles kopasz fejét és ő is megérinti a lény tarajos fejét.
Másnap reggel Giles észreveszi, hogy a karján a friss seb begyógyult, és a haja is kinőtt kissé.
Elisa egyik este váratlan ötlettel meztelenül befekszik a lény mellé a kádba, és nem sokkal később szerelmeskednek. Elisa közben kinyitotta a csapokat, így a fürdőszoba hamarosan a plafonig megtelik vízzel, ami kiömlik, amint Giles kinyitja a fürdőszoba ajtaját.
Hoyt ultimátumot ad Stricklandnek, hogy 36 órán belül kerítse elő a lényt, vagy vége a karrierjének, mert sehol nem fog kapni munkát.
Moszenkovval közlik a szovjet feljebbvalói, hogy két nap múlva „kivonják a terepről”, azaz az itteni munkája véget ér.
Közben a lény egészsége romlani kezd, elgyengül, és nyálkás lesz a bőre.
Moszenkov megjelenik a találkozási ponton, azonban megbízói lelövik. Mivel Strickland a nyomában volt, ezért ő is akcióba lép, és lelövi Moszenkov támadóit, aki súlyosan megsérült, de kínzása után elárulja az ezredesnek, hogy nem egy speciális kiképzésű orosz alakulat szöktette meg a lényt, hanem a takarítónők.
Strickland Zelda lakására rohan, aki tagadja, hogy részt vett volna a dologban, azonban a párja fenyegetés hatására elárulja, hogy Elisa volt a szervező. Zelda értesíti Elisát, hogy a lényt azonnal el kell vinnie a lakásból, mert Strickland odamegy. Strickland átkutatja Elisa lakását, amit üresen talál, de a falon észreveszi a naptárat a bejelölt nappal és helyszínnel.
A csatornához megérkezve Elisa és Giles búcsút vesz a lénytől, azonban Strickland is megérkezik, és előbb Gilest fejbe veri, majd lelövi a lényt és Elisát is, amitől mindketten élettelenül terülnek el. A lény azonban magához tér, meggyógyítja saját magát, és egy csapással elvágja Strickland torkát a karmaival.
Megérkezik a rendőrség, de közben a lény Elisával a karjaiban beugrik a csatornába és a víz mélyén életre kelti Elisát, akinek a nyakán a régi vágások megnyílnak és kopoltyúnyílásnak bizonyulnak.
Giles, aki a történetet a film elején elkezdte mesélni, elmondja, úgy gondolja, hogy Elisa ezután boldogan élt a lénnyel. 
|  | Itt a vége a cselekmény részletezésének! |

## Szereplők
| Színész           | Szerep                                                      | Magyar hang     |
| ----------------- | ----------------------------------------------------------- | --------------- |
| Sally Hawkins     | Elisa Esposito                                              | Nem szólal meg  |
| Michael Shannon   | Richard Strickland ezredes                                  | Sarádi Zsolt    |
| Richard Jenkins   | Giles, Elisa szomszédja és barátja                          | Hirtling István |
| Octavia Spencer   | Zelda Fuller, takarítónő, Elisa barátnője                   | Kocsis Mariann  |
| Michael Stuhlbarg | Dr. Robert Hoffstetler / Dimitrij Moszenkov                 | Rába Roland     |
| Doug Jones        | A lény                                                      | Nem szólal meg  |
| David Hewlett     | Fleming, biztonsági főnök a laborban                        | Kerekes József  |
| Nick Searcy       | Frank Hoyt tábornok                                         | Várkonyi András |
| Stewart Arnott    | Bernard, elvileg Giles munkaadója                           | Fazekas István  |
| Nigel Bennett     | Mihalkov, Moszenkov orosz megbízója                         | Eredeti nyelven |
| Lauren Lee Smith  | Elaine Strickland, az ezredes felesége                      | Szabó Emília    |
| Martin Roach      | Brewster Fuller, Zelda férje                                | Gémes Antos     |
| Allegra Fulton    | Yolanda, takarítónő                                         | Nyakó Júlia     |
| John Kapelos      | Mr. Arzoumanian, a mozi tulajdonosa                         | Törköly Levente |
| Morgan Kelly      | „Pie Guy”, bártulajdonos, akinek Giles megmutatja a rajzait | TBA             |
| Marvin Kaye       | Nagydarab orosz                                             | Tóth Zoltán     |
| Wendy Lyon        | Sally, Strickland titkárnője                                | Vándor Éva      |
| Dan Lett          | Cadillac-kereskedő                                          | Vida Péter      |
| Allan Lane        | Mister Ed, ló                                               | Orosz István    |
| TBA               | Rádióbemondó                                                | Welker Gábor    |
| TBA               | Hangosbemondó a kutatóközpontban                            | Bognár Tamás    |

## Zene
| A víz érintése eredeti filmzene | A víz érintése eredeti filmzene           | A víz érintése eredeti filmzene     | A víz érintése eredeti filmzene | A víz érintése eredeti filmzene | A víz érintése eredeti filmzene | A víz érintése eredeti filmzene | A víz érintése eredeti filmzene | A víz érintése eredeti filmzene | A víz érintése eredeti filmzene |
| #                               | Cím                                       | Szerző(k)                           | Előadó(k)                       | Hossz                           |                                 |                                 |                                 |                                 |                                 |
| ------------------------------- | ----------------------------------------- | ----------------------------------- | ------------------------------- | ------------------------------- | ------------------------------- | ------------------------------- | ------------------------------- | ------------------------------- | ------------------------------- |
| 1.                              | "The Shape of Water"                      | Alexandre Desplat                   |                                 | 3:42                            |                                 |                                 |                                 |                                 |                                 |
| 2.                              | "You'll Never Know"                       | Desplat                             | Renée Fleming                   | 4:38                            |                                 |                                 |                                 |                                 |                                 |
| 3.                              | "The Creature"                            | Desplat                             |                                 | 1:46                            |                                 |                                 |                                 |                                 |                                 |
| 4.                              | "Elisa's Theme"                           | Desplat                             |                                 | 2:36                            |                                 |                                 |                                 |                                 |                                 |
| 5.                              | "Fingers"                                 | Desplat                             |                                 | 2:09                            |                                 |                                 |                                 |                                 |                                 |
| 6.                              | "Spy Meeting"                             | Desplat                             |                                 | 1:42                            |                                 |                                 |                                 |                                 |                                 |
| 7.                              | "Elisa and Zelda"                         | Desplat                             |                                 | 1:10                            |                                 |                                 |                                 |                                 |                                 |
| 8.                              | "Five Stars General"                      | Desplat                             |                                 | 1:31                            |                                 |                                 |                                 |                                 |                                 |
| 9.                              | "The Silence of Love"                     | Desplat                             |                                 | 1:35                            |                                 |                                 |                                 |                                 |                                 |
| 10.                             | "Egg"                                     | Desplat                             |                                 | 2:13                            |                                 |                                 |                                 |                                 |                                 |
| 11.                             | "That Isn't Good"                         | Desplat                             |                                 | 1:43                            |                                 |                                 |                                 |                                 |                                 |
| 12.                             | "Underwater Kiss"                         | Desplat                             |                                 | 2:12                            |                                 |                                 |                                 |                                 |                                 |
| 13.                             | "The Escape"                              | Desplat                             |                                 | 10:57                           |                                 |                                 |                                 |                                 |                                 |
| 14.                             | "Watching Ruth"                           | Desplat                             |                                 | 2:18                            |                                 |                                 |                                 |                                 |                                 |
| 15.                             | "Decency"                                 | Desplat                             |                                 | 2:23                            |                                 |                                 |                                 |                                 |                                 |
| 16.                             | "He's Coming For You"                     | Desplat                             |                                 | 1:39                            |                                 |                                 |                                 |                                 |                                 |
| 17.                             | "Owerflow of Love"                        | Desplat                             |                                 | 2:56                            |                                 |                                 |                                 |                                 |                                 |
| 18.                             | "Without You"                             | Desplat                             |                                 | 2:30                            |                                 |                                 |                                 |                                 |                                 |
| 19.                             | "Rainy Day"                               | Desplat                             |                                 | 3:12                            |                                 |                                 |                                 |                                 |                                 |
| 20.                             | "A Princess Without A Voice"              | Desplat                             |                                 | 1:50                            |                                 |                                 |                                 |                                 |                                 |
| 21.                             | "La Javanaise"                            | Madeleine Peyroux                   |                                 | 4:10                            |                                 |                                 |                                 |                                 |                                 |
| 22.                             | "I Know Why (And So Do You)"              | Glenn Miller & His Orchestra        |                                 | 2:58                            |                                 |                                 |                                 |                                 |                                 |
| 23.                             | "Chica Chica Boom Chic"                   | Carmen Miranda                      |                                 | 2:19                            |                                 |                                 |                                 |                                 |                                 |
| 24.                             | "Babalu"                                  | Caterina Valente · Silvio Francesco |                                 | 2:51                            |                                 |                                 |                                 |                                 |                                 |
| 25.                             | "A Summer Place"                          | Andy Williams                       |                                 | 2:35                            |                                 |                                 |                                 |                                 |                                 |
| 26.                             | "You'll Never Know" (alternatív változat) | Desplat                             | Renée Fleming                   | 6:49                            |                                 |                                 |                                 |                                 |                                 |
| 1:16:24                         |                                           |                                     |                                 |                                 |                                 |                                 |                                 |                                 |                                 |

## Kritika
A film 92%-os minősítést kapott 337 értékelés alapján a Rotten Tomatoeson. A víz érintését a filmkritikusok del Toro eddigi legjobb filmjének találták, néhányan azonban úgy érezték, a film üzenete nehézkesen jön át, és csak egy re-make-e a Szépség és a Szörnyetegnek vagy a King Kongnak. A Rolling Stone magazin dicsérte Sally Hawkins színjátékát, valamint megjegyezte: „Legfőbb ideje, hogy del Toro csatlakozzon mexikói társaihoz (González Iñárritu és Alfonso Cuarón), és A víz érintése megadhatja neki ezt a lehetőséget.” 
A film továbbá több jelentős kritikalap legjobb tízes listájába került (2017), mint a Los Angeles Times, a Hollywood Reporter, a Rolling Stone vagy Roger Ebert honlapja. A metacriticen 87 pontot kapott 53 értékelés alapján.

## Filmkritikák
- A víz érintése kritika (Popcorn Project)

## Fontosabb díjak és jelölések
| Díj                               | Kategória                                                     | Eredmény |
| --------------------------------- | ------------------------------------------------------------- | -------- |
| BAFTA-díj                         | Legjobb film                                                  | Jelölve  |
| BAFTA-díj                         | Legjobb női főszereplő                                        | Jelölve  |
| BAFTA-díj                         | Legjobb női mellékszereplő                                    | Jelölve  |
| BAFTA-díj                         | Legjobb rendező                                               | Elnyerte |
| BAFTA-díj                         | Legjobb eredeti forgatókönyv                                  | Jelölve  |
| BAFTA-díj                         | Legjobb operatőr                                              | Jelölve  |
| BAFTA-díj                         | Legjobb hang                                                  | Jelölve  |
| BAFTA-díj                         | Legjobb filmzene                                              | Elnyerte |
| BAFTA-díj                         | Legjobb díszlet                                               | Elnyerte |
| BAFTA-díj                         | Legjobb jelmeztervezés                                        | Jelölve  |
| BAFTA-díj                         | Legjobb vágás                                                 | Jelölve  |
| BAFTA-díj                         | Legjobb vizuális effektusok                                   | Jelölve  |
| Golden Globe-díj                  | Legjobb filmdráma                                             | Jelölve  |
| Golden Globe-díj                  | Legjobb női főszereplő                                        | Jelölve  |
| Golden Globe-díj                  | Legjobb férfi mellékszereplő                                  | Jelölve  |
| Golden Globe-díj                  | Legjobb női mellékszereplőnek                                 | Jelölve  |
| Golden Globe-díj                  | Legjobb rendező                                               | Elnyerte |
| Golden Globe-díj                  | Legjobb forgatókönyv                                          | Jelölve  |
| Golden Globe-díj                  | Legjobb eredeti filmzene                                      | Elnyerte |
| Oscar-díj                         | Legjobb film                                                  | Elnyerte |
| Oscar-díj                         | Legjobb női főszereplő                                        | Jelölve  |
| Oscar-díj                         | Legjobb férfi mellékszereplő                                  | Jelölve  |
| Oscar-díj                         | Legjobb női mellékszereplő                                    | Jelölve  |
| Oscar-díj                         | Legjobb rendező                                               | Elnyerte |
| Oscar-díj                         | Legjobb eredeti forgatókönyv                                  | Jelölve  |
| Oscar-díj                         | Legjobb operatőr                                              | Jelölve  |
| Oscar-díj                         | Legjobb jelmeztervezés                                        | Jelölve  |
| Oscar-díj                         | Legjobb látványtervezés                                       | Elnyerte |
| Oscar-díj                         | Legjobb hangkeverés                                           | Jelölve  |
| Oscar-díj                         | Legjobb vágás                                                 | Jelölve  |
| Oscar-díj                         | Legjobb hangvágás                                             | Jelölve  |
| Oscar-díj                         | Legjobb eredeti filmzene                                      | Elnyerte |
| Screen Actors Guild-díj           | Legjobb női főszereplő                                        | Jelölve  |
| Screen Actors Guild-díj           | Legjobb férfi mellékszereplő                                  | Jelölve  |
| Velencei Nemzetközi Filmfesztivál | Arany Oroszlán díj                                            | Elnyerte |
| Velencei Nemzetközi Filmfesztivál | CICT-UNESCO C. Smithers Foundation Award (Guillermo del Toro) | Elnyerte |
| Velencei Nemzetközi Filmfesztivál | Future Film Festival Digital Award (del Toro)                 | Elnyerte |
| Velencei Nemzetközi Filmfesztivál | Legjobb eredeti filmzene                                      | Elnyerte |